# 文化フォーラム春日井
文化フォーラム春日井（ぶんかフォーラムかすがい）は、愛知県春日井市鳥居松町にある複合文化施設。

## 特色
2階には全国初の自分史に関する施設「日本自分史センター」があり、開架書架には全国から寄贈された7,662タイトル（2014年8月31日時点）の自分史がある。3階と4階には春日井市図書館が入っている。公益法人かすがい市民文化財団事務室が運営している。同一敷地内には春日井市役所と春日井市民会館がある。

## 歴史
平安中期に「書聖」と呼ばれた小野道風の生誕地はこの地であるとされる。かつてこの敷地には春日井市役所と春日井市民会館が一体的に整備されていたが、春日井市図書館などからなる複合文化施設として文化フォーラム春日井が整備された。
1997年（平成9年）7月に着工。1999年（平成11年）8月に竣工し、同年11月11日に開館した。

## 建築

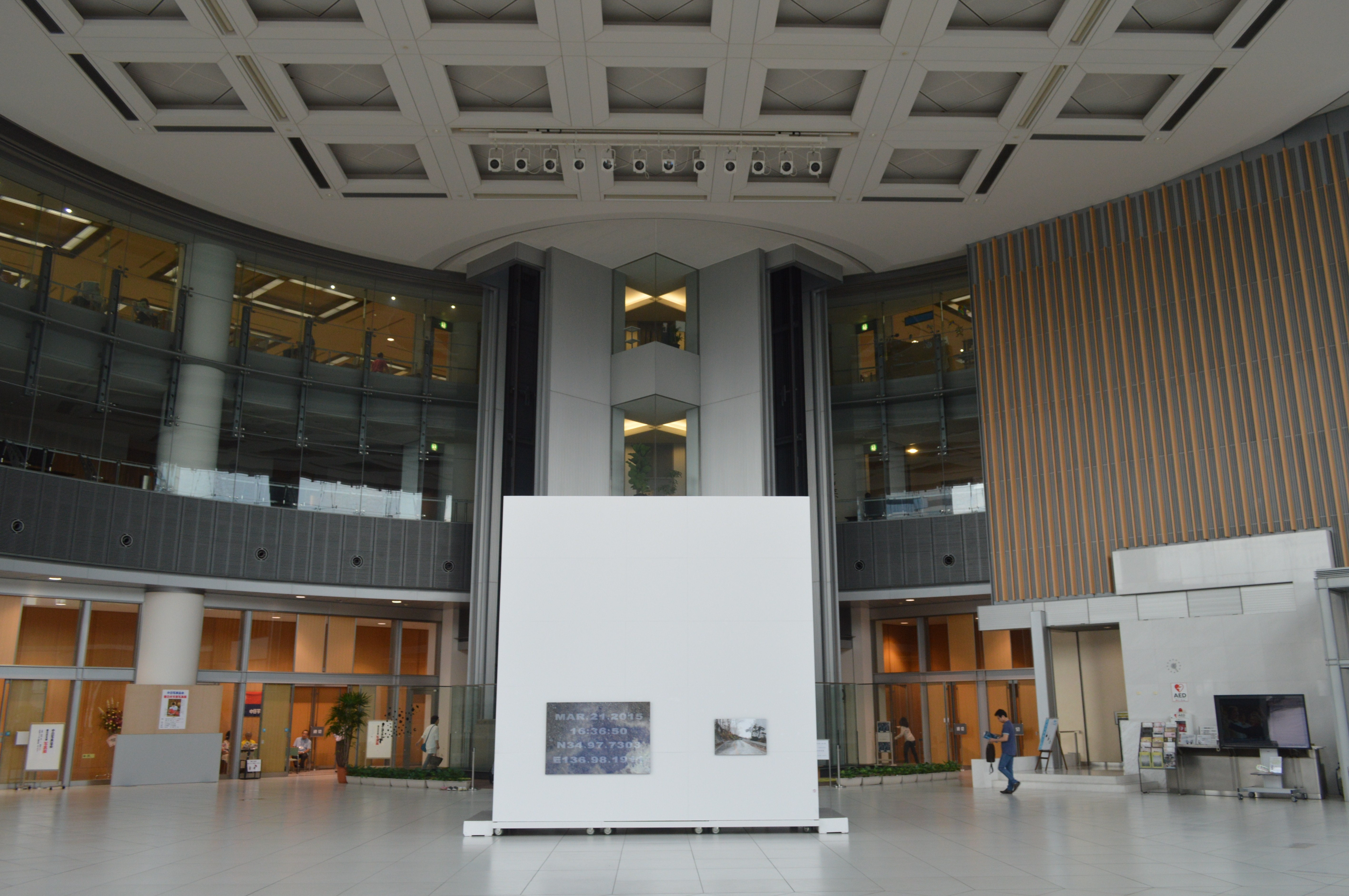
交流アトリウム

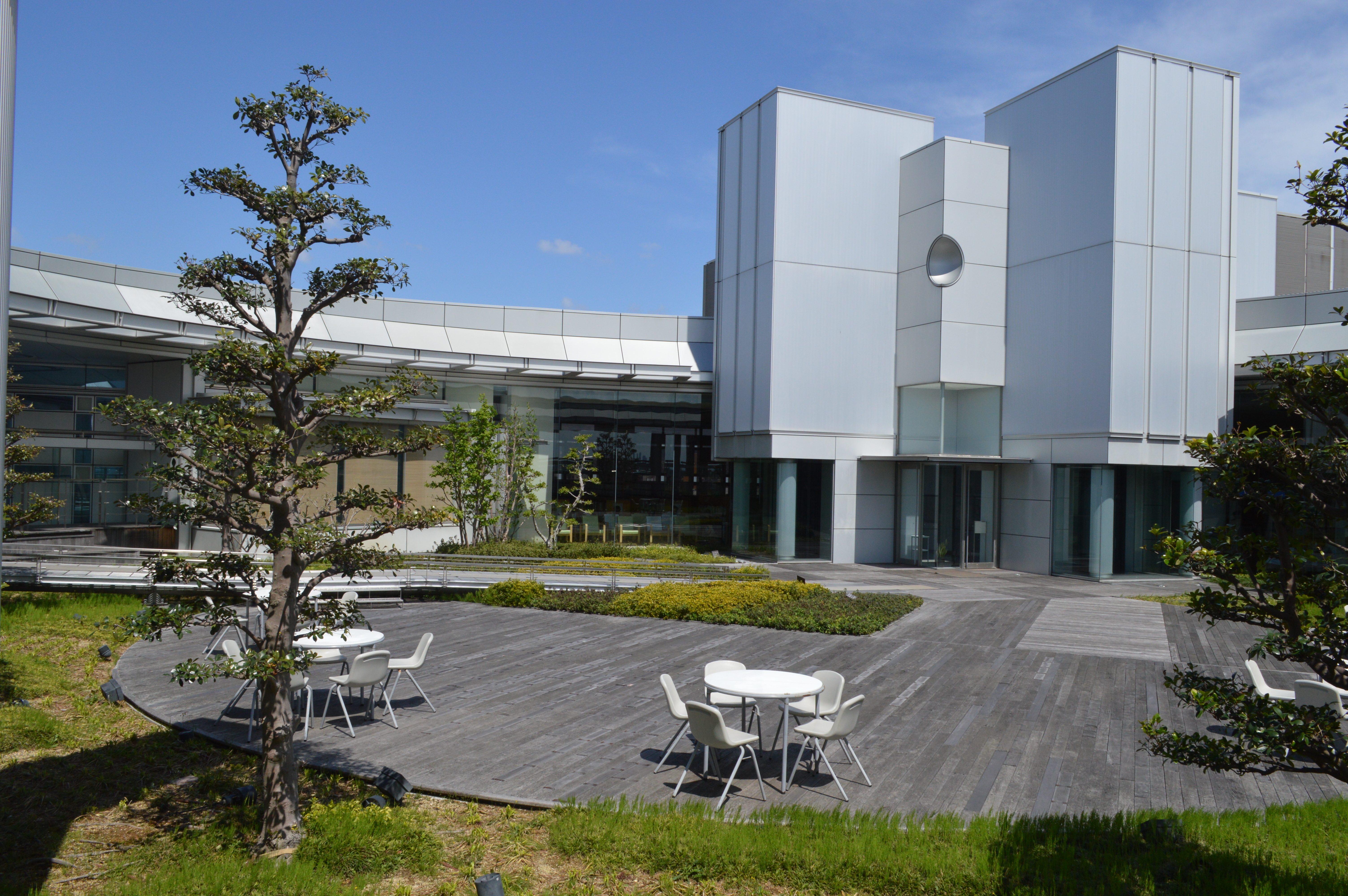
スカイフォーラム

円形シリンダー状で3層ぶち抜きの「交流アトリウム」が目立つ。天井高14メートル・面積2,000m2という巨体な「交流アトリウム」の周囲は、1階から3階までの各フロアが「L字型」となっており、春日井市図書館などが配置されている。「交流アトリウム」上部の4階部分は「スカイフォーラム」という屋外広場になっており、5メートル程度の高木の植栽が可能なように、人工土壌と木製デッキの二重床となっている。大屋根は62.2メートル×62.2メートルの正方形である。「交流アトリウム」以外の部分の壁面は、1.35メートル×1.35メートルのアルミパネルが格子状にはめ込まれている。「交流アトリウム」には間口9メートル・高さ5メートルの大口開口部が設けられており、春日井市役所に面する屋外広場と一体的な運用が可能である。

### フロア案内
- 地下2階 - 駐車場[3]
- 地下1階 - 閉架書庫、移動図書館車、駐車場[3]
- 1階 - 「交流アトリウム」（3層分の吹き抜け）、視聴覚ホール（198席）、ギャラリー（329m2）、喫茶店（アトリエ コーヴォ）[3]
- 2階 - 会議室A・B（計84席）、特別室、ボランティアルーム、和室A・B、文化情報プラザ、文化活動室（45席）、日本自分史センター[3]
- 3階 - 春日井市図書館[3]
- 4階 - 春日井市図書館、「スカイフォーラム」[3]

## 施設

### 春日井市図書館

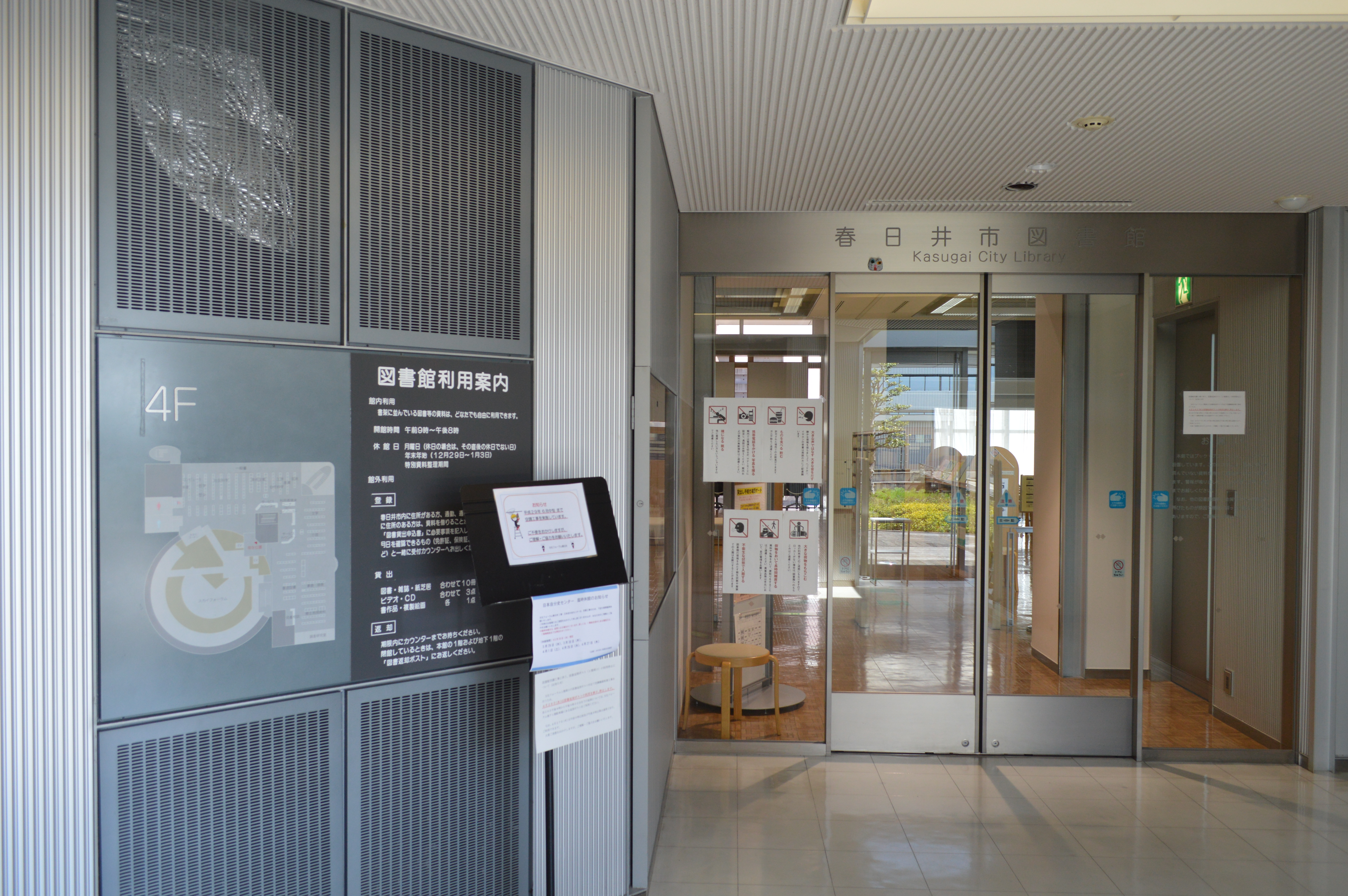
春日井市図書館の入口

3階と4階には、春日井市内に10ヶ所の図書館分室を持つ春日井市図書館の本館がある。文化フォーラム春日井の延床面積19,692.22m2のうち、4,983m2が図書館である。3階は一般書・児童書・障害者向けフロアであり、タタミコーナー、書作品・複製絵画コーナー、ブラウジングコーナー、おはなしのへや、読書相談カウンター、視聴覚コーナー、対面読書室、録音室、授乳室読書籍（150席）がある。4階は一般書フロアであり、郷土地域資料コーナー、書道図書コーナー、レファレンス、調査研究室、タタミコーナー、読書席（180席）がある。

### 日本自分史センター

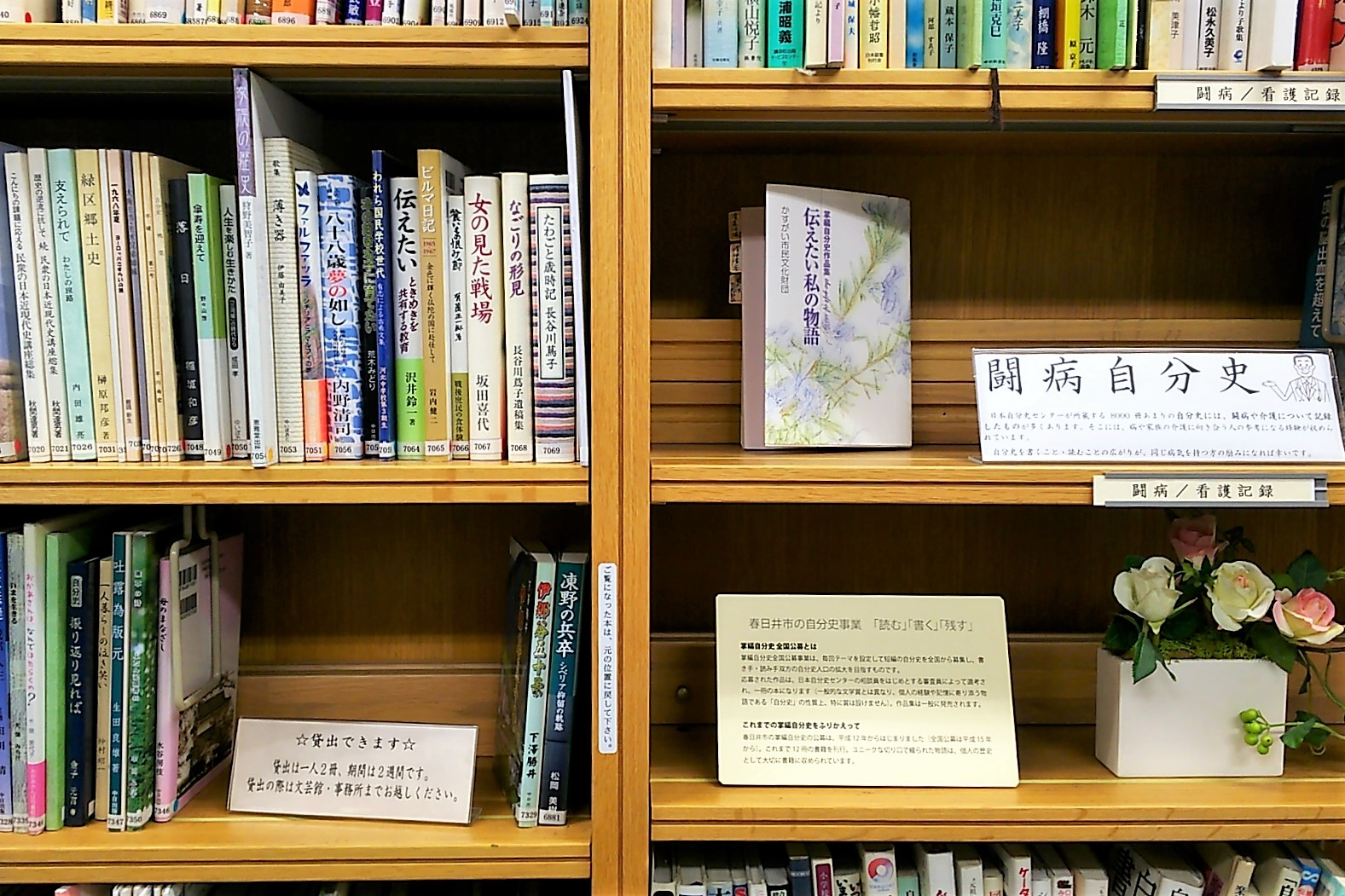
日本自分史センター

自分史とは自分の人生の歴史を書き綴ったものであり、歴史学者の色川大吉が1975年に著書『ある昭和史 自分史の試み』で使ったのがこの言葉のはじまりとされている。1990年代以降にパソコンが普及し、また自費出版ブームが起こったことで自分史の出版が広まった。日本自分史センター相談員の安藤錦風によると「東日本大震災以後には自分の生きた証を残したいと思う人が増えた」という。
文化フォーラム春日井の2階には「日本自分史センター」(Personal History Center of Japan)と呼ばれる小部屋があり、閉架も含めて約8000冊の自分史を所蔵している。所蔵している自分史の閲覧や貸出が可能であり、また無料の自分史相談を行っている。1999年（平成11年）に文化フォーラム春日井がオープンする際、春日井市の文化フォーラム整備室は特色ある文化事業として自分史に目を付けた。「“書のまち春日井”であるだけに字を書くことには親しみがあり、文章も書けるに違いない」との考えから、文化フォーラム春日井の建設時の目玉事業として自分史事業が推進された。春日井市は自分史の文章講座を行ったり、自分史シンポジウムを開催したり、自分史サークルが活動したりと、様々な形で自分史事業を展開している。

## 受賞
- 照明学会 1999年度照明普及賞 優秀施設賞[6]
- 日本サインデザイン協会 第34回日本サインデザイン賞（パブリック部門）[6]
- 第2回 春日井市都市景観賞[6]
- 日本建築協会 第1回 読者と選ぶ「建築と社会賞」 作品部門[6]
- 日本建築学会 作品選集2004[6]

## アクセス
- JR中央本線 春日井駅から徒歩で約20分[3]。
- 名鉄バス「鳥居松」バス停から徒歩で約2分[3]。
- かすがいシティバス「市役所」バス停から約30歩[3]。